# 人間発見
人間発見（にんげんはっけん）は、日本経済新聞夕刊の連載読み物のタイトルである。

## 概要
最近注目されている経営者、著名人らを取り上げて、その人の人生哲学やこれまでの半生をインタビュー形式でつづっている。2001年から2003年には、テレビ東京で『テレビ・人間発見』と題して、この連載を原作とした番組が放送された。放送時間は不定期の土曜日11:00～11:30。

## 放送リスト
- 2001年10月27日 -「ゴルフに生きて70年」～林由郎
- 2001年11月10日 -「いい仕事してますね」～中島誠之助
- 2001年11月24日 -「料理の詩人!」～道場六三郎
- 2001年12月1日 - 「和太鼓に生命を吹き込む」～林英哲
- 2001年12月8日 - 「都市再生に情熱を注ぐ」～森稔
- 2002年1月12日 - 「人生はチャレンジ」～増田宗昭
- 2002年1月26日 - 「アートは遊園地」～山本容子
- 2002年2月2日 - 「夢遥か・青春舞台」～本多一夫
- 2002年2月16日 - 「73歳の矜持」～青木定雄
- 2002年3月23日 -  「ロマンティックウェディング」～桂由美
- 2002年3月30日 - 「西洋アンティークに捧げた人生」～岩崎紘昌
- 2002年4月 - 世に定め人に芸～中村吉右衛門
- 2002年4月20日 - 「音楽といっしょに」～森山良子
- 2002年4月27日 - 「時代を創る子供たちへ」～富山幹太郎
- 2002年5月4日 - 「映像は万国共通語」～藤村哲哉
- 2002年5月25日 - 「独立独歩」～榊莫山
- 2002年6月1日 - 「ヴァイオリンと翔る」～諏訪内晶子
- 2002年6月15日 - 「母の国に暮らして」～ヘンリ・ミトワ
- 2002年6月22日 - 「右手にソロバン・左手に人情」～冨永照子
- 2002年7月20日 - 「アマチュア棋士一筋」～菊池康郎
- 2002年8月3日 - 「走る!」～宗茂
- 2002年8月10日 - 「里山を撮る」～今森光彦
- 2002年9月7日 - 「負けられへん」～コシノヒロコ
- 2002年9月28日 - 「“妖怪人間”水木サンの世界」～水木しげる
- 2002年10月19日 - 「Can Do 成せばなる」～大河原愛子
- 2002年10月26日 - 「ワインブームの仕掛人」～鈴木忠雄
- 2002年11月9日 - 「ほっとかれへん」～早瀬昇
- 2002年11月23日 - 「キャプテンが行く」～川淵三郎
- 2002年12月21日 - 「決断の時」～佐藤慶太
- 2003年1月11日 - 「沖縄の心を伝えたい」～照屋林賢
- 2003年1月25日 - 「谷根千・東京スローライフ」～森まゆみ
- 2003年2月1日 - 「時を刻む人生を刻む」～久保田浩司